# قنات‌ماهیان
قنات‌ماهیان (نام علمی: Leuciscinae) نام یک زیرخانواده از تیره کپورماهیان است.